# Кастельнуово-Чиленто
Кастельнуово-Чиленто (итал. Castelnuovo Cilento) — коммуна в Италии, располагается в регионе Кампания, в провинции Салерно.
Население составляет 2251 человек, плотность населения составляет 125 чел./км². Занимает площадь 18 км². Почтовый индекс — 84040. Телефонный код — 0974.
Покровительницей коммуны почитается святая равноапостольная Мария Магдалина, празднование 22 июля.